# Мюллер, Юлия
Юлия Мюллер (нем. Julia Müller; род. 10 декабря 1985, Гамбург) — немецкая хоккеистка на траве, защитник. Бронзовый призёр летних Олимпийских игр 2016 года, участница летних Олимпийских игр 2008 и 2012 годов, чемпионка Европы 2007 года, двукратный серебряный призёр чемпионата Европы 2009 и 2011 годов, бронзовый призёр чемпионата мира по индорхоккею 2007 года.

## Биография
Юлия Мюллер родилась 10 декабря 1985 года в западногерманском городе Гамбург.
Начала играть в хоккей на траве за гамбургский «Харвестехудер», в составе которого на молодёжном уровне стала чемпионкой Германии, а также выиграла два национальных титула в индорхоккее. После этого играла в Испании за «Хуниор» из Барселоны, а затем вернулась в «Харвестехудер», с которым в 2007 году стала чемпионкой Германии по индорхоккею. Впоследствии перешла в нидерландский «Ларен».
Выступала за молодёжную сборную Германии, в составе которой в 2005 году завоевала серебро чемпионата мира, а в 2006 году — золото чемпионата Европы.
В 2007 году в составе женской сборной Германии завоевала бронзу чемпионата мира в Вене и была признана лучшим игроком турнира.
В том же году завоевала золотую медаль чемпионата Европы в Манчестере. В 2009 году в Амстелвене и в 2011 году в Мёнхенгладбахе завоевала серебряные медали.
В 2008 году вошла в состав женской сборной Германии по хоккею на траве на летних Олимпийских играх в Пекине, занявшей 4-е место. Играла на позиции защитника, провела 7 матчей, мячей не забивала.
В 2012 году вошла в состав женской сборной Германии по хоккею на траве на летних Олимпийских играх в Лондоне, занявшей 7-е место. Играла на позиции защитника, провела 6 матчей, мячей не забивала.
В 2016 году вошла в состав женской сборной Германии по хоккею на траве на летних Олимпийских играх в Рио-де-Жанейро и завоевал бронзовую медаль. Играла на позиции защитника, провела 8 матчей, мячей не забивала.
1 ноября 2016 года была удостоена главной спортивной награды Германии Серебряного лаврового листа за выигрыш олимпийской бронзы.
После Олимпиады завершила международную карьеру.
В течение карьеры провела за сборную Германии 269 матчей (257 на открытых полях, 12 в помещении), забила 49 мячей.

## Увековечение
В 2019 году была введена в Зал славы европейского хоккея на траве. Мюллер стала третьим представителем Германии, удостоенной этой чести, после Наташи Келлер и Морица Фюрсте.